# 森浩一
森 浩一（もり こういち、1928年7月17日 - 2013年8月6日）は、日本の考古学者。同志社大学名誉教授。専門は、日本考古学・日本文化史学。

## 略歴
大阪府大阪市出身。少年時代は堺市近郊に住み、尋常小学校の国史の国定教科書における記紀神話と、堺市の百舌鳥古墳群を通じて、古墳及び陵墓への関心を抱く。大阪府立堺中学校（現・大阪府立三国丘高等学校）卒業。1951年に同志社大学文学部英文学科卒業、1957年、同大学院文学研究科文化史学専攻修士課程修了。学生時代から古墳の発掘と報告書作成に取り組む（例：黄金塚古墳）。学生考古学研究会も創設（後に古代学研究会）。
卒業後は府立泉大津高校の教諭を務める傍ら、新沢千塚（奈良県橿原市）など古墳の発掘に従事。その後東京大学の井上光貞により『日本の歴史』（中央公論社）の考古学担当の執筆者に抜擢される（日本の歴史1神話から歴史へ　「40年のちのあとがき」より）。関西大学講師を経て1965年、急逝した酒詰仲男（東大卒人類学専攻）の後任として同志社大学専任講師となり、1972年には同志社大学文学部教授。同志社の顔とも呼ばれる名物教授だった。1999年に退任。
2010年には愛知県春日井市に蔵書を寄贈し、春日井市立中央公民館に「森浩一文庫」が設立された。2012年3月、永年の考古学・古代史への貢献により第22回南方熊楠賞を受賞する。2013年8月6日午後8時54分、急性心不全のため京都市内の病院で死去した。85歳没。

## 研究内容・業績

### 考古学者として
- 考古学研究の第一人者として長く活動している。若い頃から当時の考古学界をリードする梅原末治、末永雅雄、八幡一郎、水野清一、江上波夫などと交流があり、独自の観点から研究発表を行った。同志社の学生時代には雑誌『古代学研究』を発刊し、民間の研究者を含め多くの研究者に発表の場を提供した。同誌の100号発刊時には、江上波夫、有光教一、岸俊男などそうそうたるメンバーが発起人となり祝賀会を開催している。
- 著作には『渡来人』、『検証 古代日本と百済』、『巨大古墳』、『僕が歩いた古代史への道』、『日本神話の考古学』、『記紀の考古学』など多数がある。一般書だけでも100冊を超える[5]。
- 早くから「三角縁神獣鏡国産説」を打ち出した[5][6][7]。
- 近著では従来の考古学のアプローチとは異なる、地域に対する多面的視点から多くの問題を提起している。古代史に関しては、井上光貞（東大）や岸俊男（京大）など、当時の歴史学会を代表する学者と親しい。

### テーマ別業績
1. 中央（畿内）史観にとらわれない発想（三角縁神獣鏡配布論批判や前方後円墳の波及をヤマト王権の確立と連動させない）
2. 遺物ではなく遺跡を中心に考える（故京大名誉教授水野清一の考えを受け継ぐ）
3. 天皇陵（証明出来ない）を在地の名前で呼ぶ
4. 遺跡の保存運動（イタスケ古墳）
5. 地域の重視（地域学のすすめ）

### 天皇陵に指定されている古墳に関する見解
- 天皇陵（古墳）についての活発な問題提起をしている[1]。例えば、仁徳陵を大仙古墳と呼ぶべしなど、証明の出来無い天皇陵を所在地名で呼ぶことを提唱[5]。現在では、多くの社会科の教科書で実現[要出典]。
- 1965年に見瀬丸山古墳欽明天皇陵比定説を発表（提唱）した研究者でもあり、現在、この説は有力説となっている。

### 交遊
- 研究者だけでなく、作家の松本清張・司馬遼太郎・黒岩重吾とも交流があった。司馬遼太郎とは数回「街道を行く」の取材に同行している。また松本清張の考古学に関する知識のアドバイザーでもあった[6]。

## 家族・親族
- 従姉妹：須賀敦子はイタリア文学者で随筆家。[8]。

## 著述物一覧

### 著作
- 古墳の発掘 (中央公論社 中公新書 1965.4)
- 古墳―石と土の造形 (保育社カラーブックス(212) 1970.1、単行新版1973)
- 古墳時代の考古学―シンポジウム(學生社 1970)
- 黄金塚古墳 (美術文化シリーズ) (中央公論美術出版 1971)
- 井辺八幡山古墳 (和歌山市教育委員会 1972)
- 古墳文化小考(三省堂新書 1974/社会思想社 現代教養文庫 1979)
- 古墳と古代文化99の謎 (産報サンポウ・ブックス 1976)
- 考古学入門 (保育社カラーブックス 1976)
- 古代史の宝庫 (朝日新聞社 1977.12)
- 考古学の摸索 (學生社 1978.3)
- 考古学　西から東から（中公文庫 1984.6）

※この間も多数刊行
- 古代史津々浦々(1993年2月、小学館/1997年5月、小学館ライブラリー）
- 考古学―その見方と解釈〈上・下〉(1991年6月-1993年4月、筑摩書房)
- 日本神話の考古学(1993年7月、朝日新聞社/1999年2月、朝日文庫)
- 森浩一の語る 日本の古代 (1)(1994年2月、大巧社)
- 考古紀行騎馬民族の道はるか―高句麗古墳がいま語るもの(1994年3月、日本放送出版協会)
- 考古学と古代日本(1994年3月、中央公論社)
- 平安京の不思議―古都に眠る歴史の謎を訪ねて(1994年3月、PHP研究所)
- 古代史の窓(1995年9月、新潮社/1998年8月、新潮文庫)
- 食の体験文化史 (1995年9月、中央公論社/1999年10月、中公文庫)
- 天皇陵古墳(1996年1月、大巧社)
- 食の体験文化史〈2〉(1997年4月、中央公論社／「続・食の体験文化史」中公文庫、2000年9月)
- 考古学へのまなざし―地中から甦る本当の歴史(1998年6月、大巧社)
- 僕は考古学に鍛えられた (1998年12月、筑摩書房／2012年1月、ちくま文庫)
- 食の体験文化史〈3〉(1999年1月、中央公論社)
- 考古学入門(2000年、保育社カラーブックス)
- 巨大古墳―治水王と天皇陵 (2000年8月、講談社学術文庫)
- 僕が歩いた古代史への道 (2000年10月、角川文庫)
- 記紀の考古学(2000年11月、朝日新聞社) 。各・再刊、2005年5月、朝日文庫。2024年3月、角川新書
- 関東学をひらく―調査ノート1999‐2000(2001年3月、朝日新聞社)
- 語っておきたい古代史―倭人・クマソ・天皇をめぐって (2001年5月、新潮文庫)
- 地域学のすすめ―考古学からの提言 (2002年7月、岩波書店 岩波新書)
- 僕と歩こう全国50遺跡 考古学の旅 (2002年8月、小学館)
- わが青春の考古学 (2002年9月、新潮文庫)
- 僕の古代史発掘（2003年2月、角川選書）
- 魂の考古学―時のすぎゆくままに(2003年10月、五月書房)
- 山野河海の列島史（2004年2月、朝日選書）
- 海から知る考古学入門―古代人との対話(2004年12月、角川書店 角川oneテーマ21)
- ぼくの考古古代学(2005年3月、日本放送出版協会)
- 「東海学」事始め―東海の歴史を歩く(2005年7月、學生社)
- 回想の食卓 (2006年9月、大巧社)
- 京都の歴史を足元からさぐる 洛東の巻 (2007年7月、学生社)
- 古代史おさらい帖―考古学・古代学課題ノート (2007年10月、筑摩書房/2011年10月、ちくま学芸文庫)
- 京都の歴史を足元からさぐる 洛北・上京・山科の巻 (2008年03月、学生社)
- 京都の歴史を足元からさぐる 北野・紫野・洛中の巻 (2008年10月、学生社)
- 森浩一、食った記録（2005年、編集グループSURE）
- 日本の深層文化（2009年7月、ちくま新書）
- 倭人伝を読みなおす、(2010年8月、ちくま新書)
- 萬葉集に歴史を読む（2011年2月、ちくま学芸文庫）
- 天皇陵古墳への招待（2011年8月、筑摩選書）
- 森浩一の考古交友録（2013年4月、朝日新聞出版）
- 敗者の古代史（2013年6月、中経出版。2016年10月、中経の文庫。2022年9月、角川新書

共著ほか
- 考古学からみた古代の韓国と日本 (1993年3月、學生社)
- 南海の王国琉球の世紀―東アジアの中の琉球 (1993年4月、角川書店)
- 稲と鉄 さまざまな王権の基盤 日本民俗文化大系 (1994年11月、小学館)
- 邪馬台国と吉野ケ里 (1997年7月、學生社)
- 空からみた古墳 (2000年5月、学生社)
- 日本史への挑戦―「関東学」の創造をめざして(共著；網野善彦)(2000年8月、大巧社／2008年12月、ちくま学芸文庫)

### 対談
- 対談古代文化の謎をめぐって(共著；上田正昭, 大林太良)(社会思想社 1977/01)
- 馬・船・常民(共著；網野善彦)(1992年05月、河合出版) 1999年10月講談社学術文庫 から再刊
- 対論 銅鐸(共著；石野博信)(1994年06月、學生社)
- 森浩一対談集 古代技術の復権 (小学館ライブラリー)(1994年07月、小学館)
- 古代史を解く『鍵』キーワード(共著；門脇禎二)(1995年10月、學生社)
- この国のすがたを歴史に読む(共著；網野善彦)(2000年3月、大巧社)
- 京都学ことはじめ―森浩一12のお勉強(2004年10月,編集グループSURE)
- 対論 日本人の考古学(共著；佐原真)(2004年10月、學生社)

### シンポジウム
- 古代日本金石文の謎 (エコール・ド・ロイヤル 古代日本を考える)(1991年11月、學生社)
- 大王陵と古代豪族の謎(エコール・ド・ロイヤル 古代日本を考える)(1992年10月、學生社)
- 日本像を問い直す―「海と列島文化」完結記念シンポジウム (1993年11月、小学館)
- 継体大王と尾張の目子媛―新王朝を支えた濃尾の豪族たち(1994年02月、小学館)
- ヤマトタケル―尾張・美濃と英雄伝説 第2回春日井シンポジウム(1995年12月、大巧社)
- 壬申の乱―大海人皇子から天武天皇へ―第3回春日井シンポジウム(1996年11月、大巧社)
- 飛騨―よみがえる山国の歴史―飛騨国府シンポジウム(1997年08月、大巧社)
- 日本像を問い直す(小学館ライブラリー)(1997年09月、小学館)
- 瀬戸内の海人たち―'97しまなみシンポジウム(1997年11月、中国新聞社)
- 渡来人―尾張・美濃と渡来文化―第4回春日井シンポジウム(1997年12月、大巧社)
- 古墳時代の考古学 (シンポジウム 日本の考古学)(1998年03月、學生社)
- 縄文時代の考古学 (シンポジウム 日本の考古学)(1998年05月、學生社)
- 旧石器時代の考古学 (シンポジウム 日本の考古学)(1998年05月、學生社)
- 弥生時代の考古学 (シンポジウム 日本の考古学)(1998年09月、學生社)
- 古代史のなかの女性たち―第5回春日井シンポジウム(1998年11月、大巧社)
- 瀬戸内の海人たちII―'98しまなみシンポジウム(1998年12月、愛媛新聞)
- 継体大王と渡来人―枚方歴史フォーラム(1998年12月、大巧社)
- 旅の古代史―道・橋・関をめぐって 第6回春日井シンポジウム(1999年11月、大巧社)
- 継体王朝―日本古代史の謎に挑む 第7回春日井シンポジウム(2000年12月、五月書房)
- 東海学の創造をめざして―考古学と歴史学の諸問題 第8回春日井シンポジウム(2001年11月、五月書房)
- 東海学が歴史を変える―弥生から伊勢平氏まで 第9回春日井シンポジウム(2002年11月、五月書房)
- 検証・古代日本と百済―枚方歴史フォーラム(2003年4月、大巧社)
- 東海学と日本文化―地域学をめざして 第10回春日井シンポジウム(2003年11月、五月書房)
- 地域学から歴史を読む―第11回春日井シンポジウム(2004年12月、大巧社)
- 水とまつりの古代史―第12回春日井シンポジウム(2005年12月、大巧社)
- 伝説に歴史を読む―第13回春日井シンポジウム(2006年12月、大巧社)

### 編著
- 歪められた古代史(井上清と共編）(毎日新聞社 1973)
- 終末期古墳―論集 (塙書房 1973)
- 馬 (日本古代文化の探究)(社会思想社 1974)
- 鉄 (日本古代文化の探究)(社会思想社 1974)
- 墓地 (日本古代文化の探究)[社会思想社 1975)
- 考古学ゼミナール(共編)(山川出版社 1976)
- 池 (日本古代文化の探究)(社会思想社 1978/2)
- 鏡 (日本古代文化の探究)(社会思想社 1978/9)
- 古代王権と玉の謎(1991年07月、新人物往来社)
- 古代通信(1992年06月、學生社)
- 海と列島文化(1)-(10)(総索引)(共編)(1990年07月-1993年02月、小学館)
- 日本の古代遺跡(1)―(52)(1982?-1996年、保育社)
- 日本の古代(1)―(15)(別巻) (共編)(中公文庫)(1995年01月-1997年02月、中央公論新社)
- 味噌・醤油・酒の来た道 (小学館ライブラリー)(1998年1月、小学館)
- 古代探求―森浩一70の疑問(1998年07月、中央公論新社)
- 地中に眠る古代の播磨(1999年12月、神戸新聞)
- 海人たちの世界―東海の海の役割 The14th Symposium of Kasugai （2008年5月、中日出版社)